# ماوريسيو أوليفيرا
ماوريسيو أوليفيرا هو متسابق يخت برازيلي، ولد في 17 أكتوبر 1974 في ريو دي جانيرو في البرازيل.

## روابط خارجية
- ماوريسيو أوليفيرا على موقع أوليمبيديا (الإنجليزية)